# Warrea
Warrea é um género botânico pertencente à família das orquídeas (Orchidaceae). Foi proposto por John Lindley, em Edwards's Botanical Register 29: Misc. 14, em 1843. A espécie tipo é a Warrea warreana (Lodd. ex Lindl.) C.Schweinf., antes Maxillaria warreana Lodd. ex Lindley. O nome do gênero é uma homenagem a F. Warr, coletor de orquídeas inglês que descobriu exemplares dessa espécie no Rio de Janeiro.

## Distribuição
Abriga apenas quatro espécies terrestres robustas, de crescimento cespitoso, que habitam locais sombrios e úmidos ou secos, ricos em humo, em locais de clima quente desde a América Central e Caribe,  e por quase toda América do Sul. Somente uma espécie é citada para nosso país.

## Descrição
As Warrea apresentam rizoma curto, com pseudobulbos ovóides, carnosos, suculentos e anelados, que em algo lembram os de Catasetum ou Cyrtopodium, porém diferentes, mais macios e brilhantes, guarnecidos por Baínhas foliares que os ocultam quando jovens, poucas folhas dísticas, multinervuradas, alongadas e largas, dotadas de pseudopecíolo rijo. inflorescência em rácimos longos retos e eretos que emergem das axilas das Baínhas basais, no terço final com flores muito ornamentais de tamanho médio.
As flores tem sépalas e pétalas do mesmo comprimento, parecidas entre sí, mais ou menos côncavas e largas. O labelo é séssil, inserido no pé da coluna, côncavo, inteiro ou levemente trilobado com margens superiores onduladas, e lobo central expandido com duas ou três linhas carnosas elevadas no disco. A coluna é alongada, espessa, clavada com pé formando mento. antera incumbente com dois pares  de polínias cerosas.